# Droga wojewódzka 302
Die Droga wojewódzka 302 (DW 302) ist eine 35 Kilometer lange Droga wojewódzka (Woiwodschaftsstraße) in der polnischen Woiwodschaft Lebus und der Woiwodschaft Großpolen, die Brudzewo mit Nowy Tomyśl verbindet. Die Strecke liegt im Powiat Świebodziński und im Powiat Nowotomyski.

## Streckenverlauf
Woiwodschaft Lebus, Powiat Świebodziński
-  Brudzewo (Brausendorf) (DW 303)
- Kręcka Winnica (Winitze)
- Kręcko (Kranz)
-  Kosieczyn (Kuschten) (DW 304)
- Zbąszynek (Neu Bentschen)
- Chlastawa (Chlastawe/Klastawe)

Woiwodschaft Großpolen, Powiat Nowotomyski
- Nądnia (Nandel)
- Zbąszyń (Bentschen)
- Jastrzębsko Stare (Friedenhorst)
- Sękowo (Zinskowo, Friedenwalde)
-  Nowy Tomyśl (Neutomysl, Neutomischel) (A 2, DW 305, DW 308)